# Thomas Schrammel
Thomas Schrammel est un footballeur international autrichien, né le 5 septembre 1987 à Kittsee (Autriche). Il occupe actuellement le poste de défenseur.

## Biographie

### International
Le 7 juin 2011, il reçoit sa première sélection en équipe d'Autriche, lors du match Autriche - Lettonie à l'UPC-Arena (victoire 3-1). Il entre à la 90e minute à la place de Christian Fuchs.

## Statistiques

### En club
| Saison  | Club             | Pays     | Division     | Championnat | Championnat | Coupes d’Europe | Coupes d’Europe |
| Saison  | Club             | Pays     | Division     | Matchs      | Buts        | Matchs          | Buts            |
| ------- | ---------------- | -------- | ------------ | ----------- | ----------- | --------------- | --------------- |
| 2007-08 | FC Lustenau      | Autriche | Erste Liga   | 30          | 0           | 0               | 0               |
| 2008-09 | Wacker Innsbruck | Autriche | Erste Liga   | 22          | 0           | 0               | 0               |
| 2009-10 | SV Ried          | Autriche | 1.Bundesliga | 30          | 0           | 0               | 0               |
| 2010-11 | SV Ried          | Autriche | 1.Bundesliga | 34          | 2           | 0               | 0               |
| 2011-12 | Rapid Vienne     | Autriche | 1.Bundesliga | 7           | 0           | 0               | 0               |
| Total   | Total            | Autriche | 1.Bundesliga | 71          | 2           | 0               | 0               |
| Total   | Total            | Autriche | Erste Liga   | 52          | 0           | 0               | 0               |

### En sélection nationale
| Sélection  | Année | Matchs | Buts |
| ---------- | ----- | ------ | ---- |
| Autriche A | 2011  | 1      | 0    |
| Total      | Total | 1      | 0    |

## Palmarès
- SV Ried :
  - Vainqueur de la Coupe d'Autriche en 2011.